# Lotnisko zapasowe
Lotnisko zapasowe – lotnisko określone w planie lotu, na którym może odbyć się lądowanie, kiedy nie zaleca się lądowania na lotnisku przeznaczenia.
Lotniska zapasowe dzieli się na:
- „lotnisko zapasowe po starcie” oznacza lotnisko zapasowe, na którym statek powietrzny może lądować, jeżeli byłoby to konieczne, wkrótce po starcie, w sytuacji, gdy nie jest możliwe wykorzystanie lotniska startu;
- „lotnisko zapasowe na trasie” oznacza lotnisko, na którym statek powietrzny, znajdując się na trasie w warunkach nienormalnych lub w sytuacji awaryjnej, mógłby lądować;
- „lotnisko zapasowe na trasie ETOPS” oznacza dogodne i odpowiednie lotnisko zapasowe, na którym statek powietrzny, lecąc na trasie w trakcie operacji ETOPS, może lądować w przypadku wyłączenia silnika lub w innych warunkach nienormalnych lub w sytuacji awaryjnej;
- „lotnisko zapasowe docelowe” oznacza lotnisko zapasowe, na które statek powietrzny może lecieć, jeżeli lądowanie na lotnisku zamierzonego lądowania stanie się niemożliwe lub niecelowe.